# Athyrma saalmulleri
Athyrma saalmulleri är en fjärilsart som beskrevs av Paul Mabille 1881. Athyrma saalmulleri ingår i släktet Athyrma och familjen nattflyn. Inga underarter finns listade i Catalogue of Life.